# 新潟県立柏崎アクアパーク
新潟県立柏崎アクアパーク（にいがたけんりつかしわざきアクアパーク）は、新潟県柏崎市学校町にあるプールを中心とした総合レジャー施設である。

## 概要
延床面積11,470 ㎡の施設として総事業費50億円以上をかけて整備が行われ、1993年（平成5年）7月、中央海岸にオープンした。50 m公認規格の温水プールを中心とした「フレキシブルアクアエリア」のほか、流水プールやジャグジープール、ウォータースライダーなどを備えた「ポップアクアエリア」、サウナ・浴室などを備えた「リラックスエリア」、各種マシンを備える「トレーニングエリア」の4つのエリアを持つ。フレキシブルアクアエリアは、冬季はスケートリンクとして活用される。

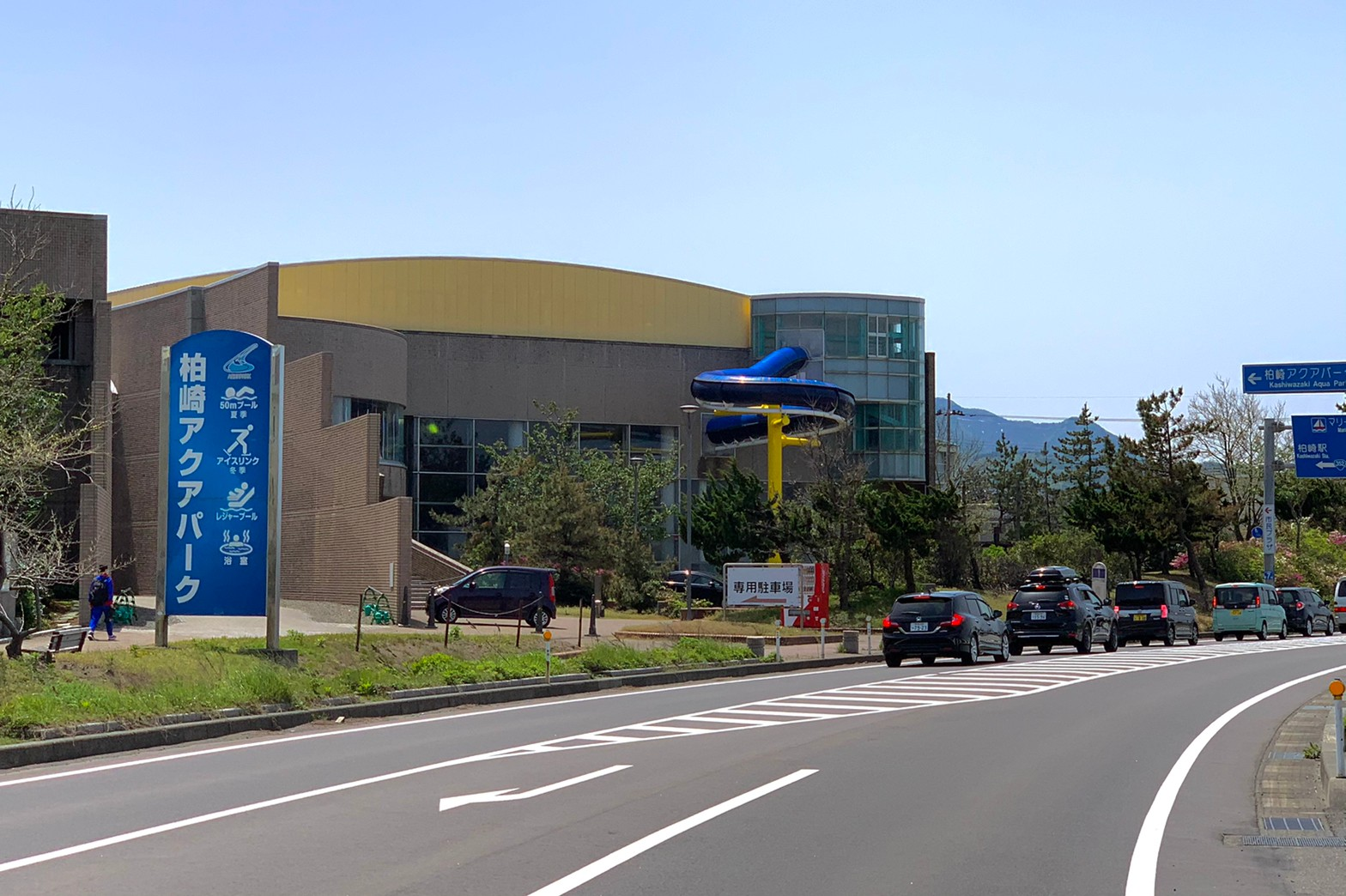
外観（2021年5月）
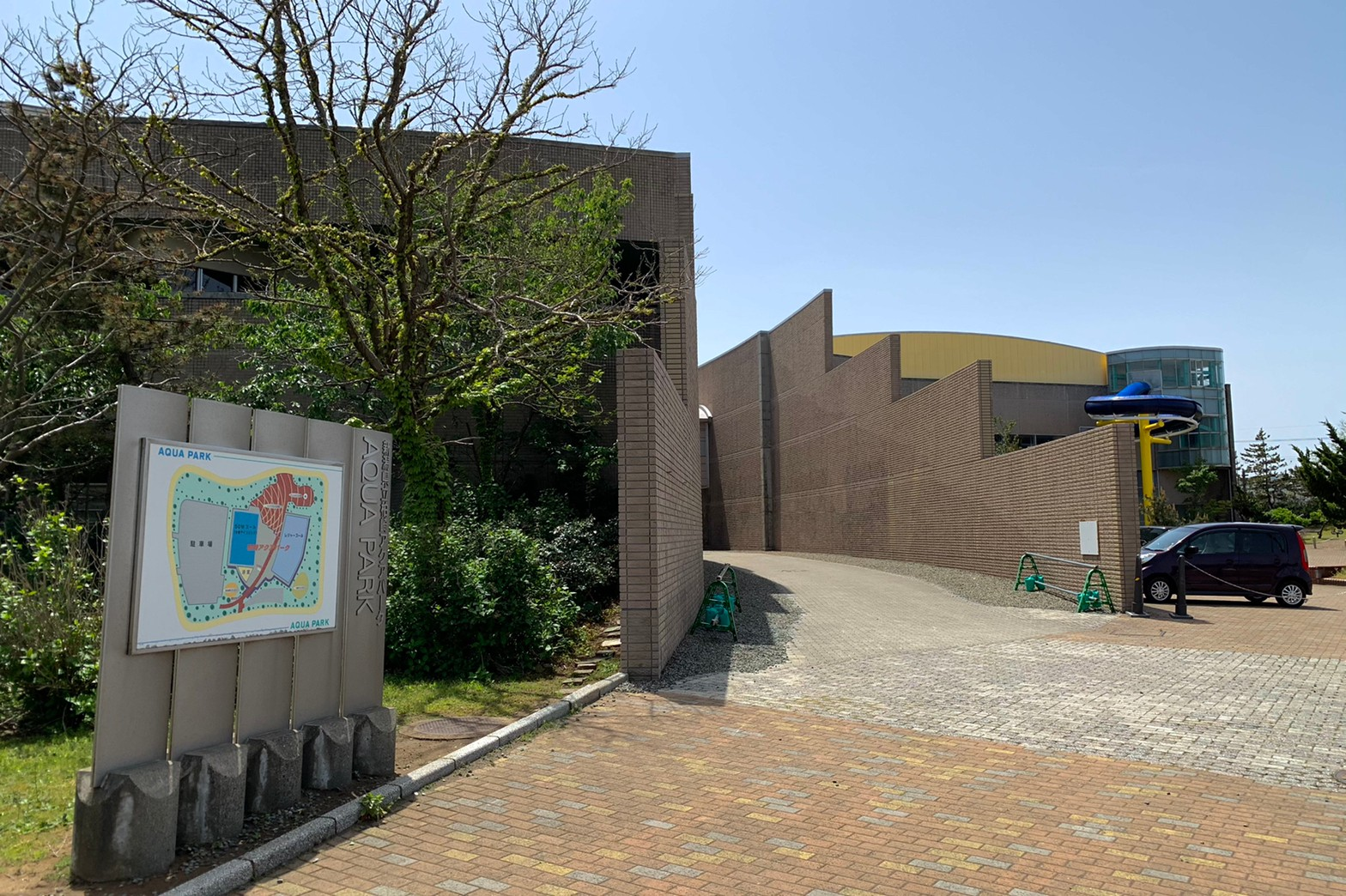
外観（2021年5月）
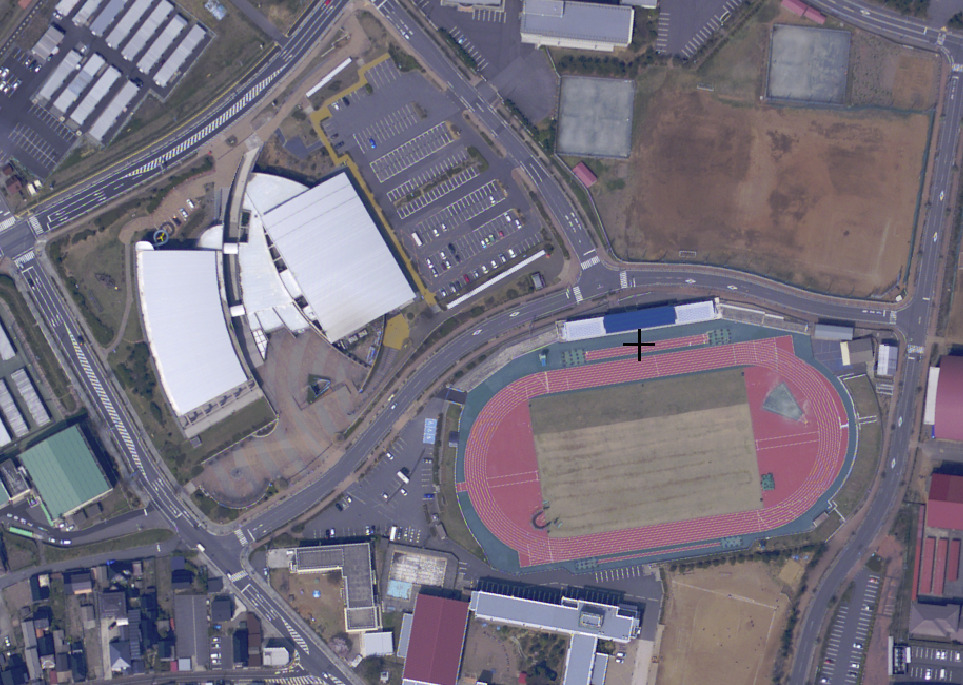
空中写真。左側がアクアパーク。右は柏崎市陸上競技場。国土交通省 国土地理院 地図・空中写真閲覧サービスの空中写真を基に作成

## 交通
- 柏崎駅北口から北へ徒歩約20分。